# オステリア・フランチェスカーナ
オステリア・フランチェスカーナ（イタリア語: Osteria Francescana）は、イタリア・エミリア＝ロマーニャ州モデナ県モデナにあるレストラン。1995年に開店した。マッシモ・ボットゥーラがオーナーシェフを務める。エミリア地方の食材や伝統料理を基本としながらも、批判的視点から再構築したメニューを出している。

## 歴史

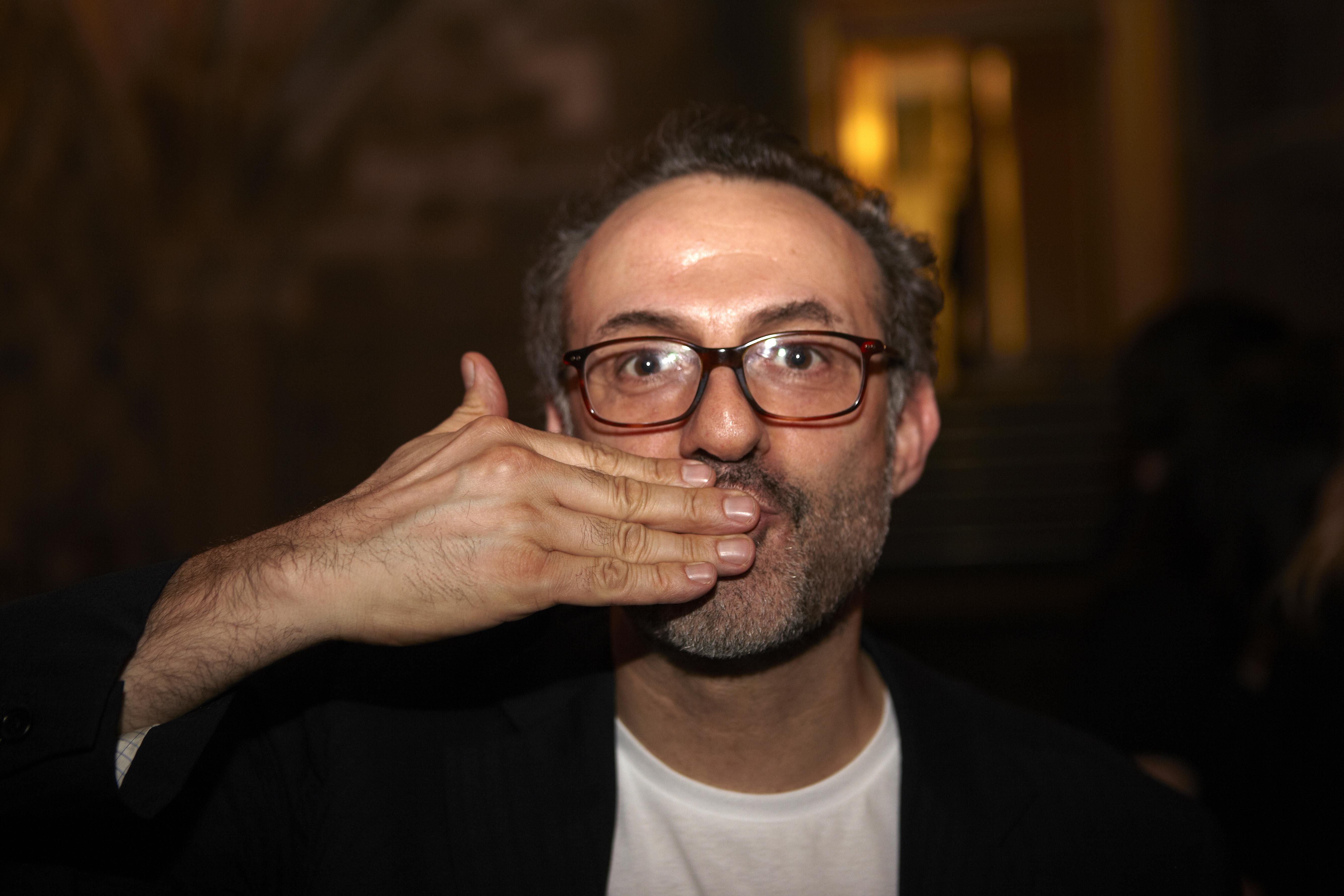
マッシモ・ボットゥーラ

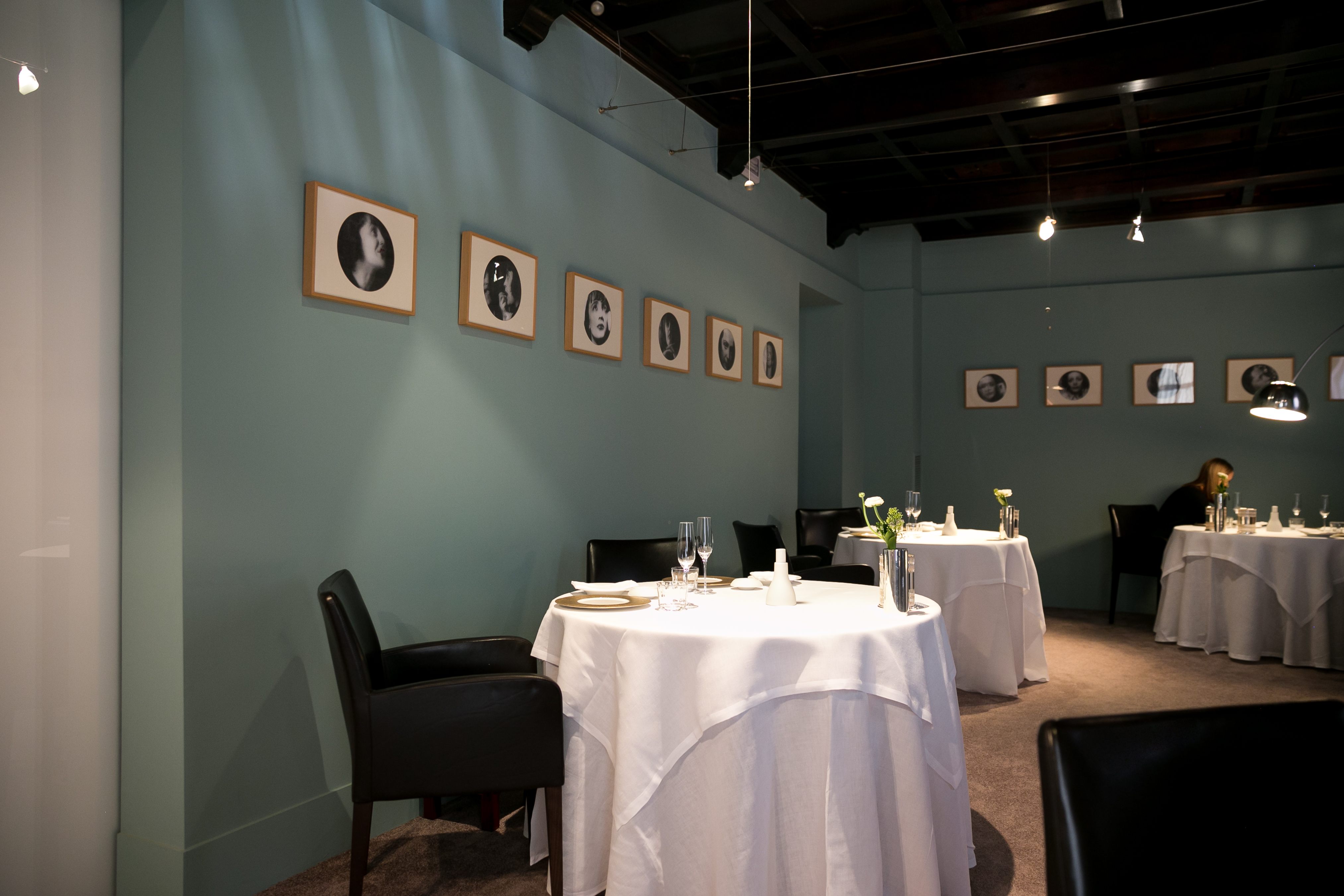
店内

モデナに生まれたマッシモ・ボットゥーラは、1994年にはアラン・デュカスがオーナーシェフを務めるモナコのレストラン「ルイ・キャーンズ」で働いた。
1995年3月19日、モデナの旧市街に「オステリア・フランチェスカーナ」が開店した。また、夏季にはフェラン・アドリアがシェフ長を務めるスペインのレストラン「エル・ブジ」に滞在し、料理の革新に取り組んだ。2002年には初めてミシュランガイドの1つ星を獲得し、2006年には2つ星を、2012年には3つ星を獲得した。
2016年と2018年には『レストラン』誌による「世界のベストレストラン50」で第1位に選ばれた。2015年と2017年には第2位に、2013年と2014年には第3位に選ばれている。

## ギャラリー
- メニュー
- メニュー
- メニュー
- メニュー
- メニュー
- メニュー
- メニュー